# La jove George Sand
La jove George Sand (títol original en francès, La Rebelle: Les aventures de la jeune George Sand) és una sèrie de televisió franco-belga dirigida per Rodolphe Tissot basada en un guió d'Henri Helman, Georges-Marc Benamou, Rodolphe Tissot i Élodie Monlibert. Retrata la vida de Georges Sand. Els papers principals són interpretats per la model Nine D'Urso i la cantautora Barbara Pravi. S'ha subtitulat al català.
És una coproducció de Siècle Productions, les companyies belgues Umedia i Be-FILMS, RTBF i Pictanovo, produïda per a France 2 amb la participació de France Télévisions i CNC.
El rodatge va tenir lloc entre el 26 d'abril i el 22 de juny de 2024.